# Roger Ier Trencavel
Pour les articles homonymes, voir Roger Ier.
Roger Ier Trencavel, né vers 1090 et mort en 1150, est un vicomte de Carcassonne et d’Albi de 1129 à 1150. 

## Biographie
Roger Ier Trencavel est le fils de Bernard Aton IV Trencavel, vicomte d’Agde, d’Albi, de Béziers, de Carcassonne et de Nîmes. Sa mère, Cécile de Provence, est la fille unique – et le seul enfant – du comte de Provence, Bertrand II.
À la mort de son père, il partage les vicomtés avec ses frères et reçoit Albi, Carcassonne et le Razès. Bien qu’il ait prêté hommage à Alphonse Jourdain, comte de Toulouse, cela lui arrive parfois de le combattre, par exemple quand ce dernier tente de mettre la main sur la vicomté de Narbonne et son héritière, Ermengarde. Bernard de Canet, un de ses chevaliers, capture Alphonse en 1143, et Roger lui impose un traité renonçant à ses ambitions dans le Languedoc. Alphonse part en croisade 1148 et meurt en Terre sainte.
En 1149, Roger prête serment de fidélité au comte Raymond V de Toulouse, le fils d’Alphonse Jourdain. Sans doute se sent-il menacé par le comte de Barcelone. Mais Roger meurt l’année suivante.

## Mariage et enfants
Roger Ier Trencavel épouse le 28 avril 1139 Bernarde de Comminges, fille de Bernard Ier, comte de Comminges et de Dias de Samatan, mais ils ne semblent pas avoir eu d’enfants. À sa mort, son frère cadet Raimond lui succède.